# Coupe continentale de hockey sur glace 2008-2009
Navigation
Édition 2007-2008 Édition 2009-2010
La saison 2008-2009 est la 12e édition de la Coupe continentale de hockey sur glace. Elle est la deuxième compétition au niveau européen après la Ligue des Champions de hockey sur glace.

## Format de la saison
19 équipes venant de 19 pays prennent part à la Coupe continentale. Toutes ont été sacrées championne de leur pays en 2008 à l'exception de : 
- MHC Martin (3e de la saison régulière du Championnat slovaque, éliminé en quart de finale des séries éliminatoires)[2].
- Gorniak Roudny (2e de la poule finale du Championnat kazakh).
- HK Maribor (4e de la saison régulière du Championnat slovène, éliminé en demi-finales des séries éliminatoires)[3].
- Dunaújvárosi Acél Bikák (1er de la saison régulière du Championnat hongrois, 4e à l'issue des séries éliminatoires)[4].
- Coventry Blaze (1er de la saison régulière du Championnat britannique, battu en finale des séries éliminatoires)[5].
- HK Novi Sad (2e de la saison régulière du Championnat serbe, battu en finale des séries éliminatoires)[6]

À noter que la Slovaquie est la seule nation majeure du hockey sur glace européen représentée.
La compétition se divise en quatre phases de groupes. L'entrée en lice des équipes se fait selon le niveau de chacune.
Chaque groupe est composé de quatre équipes et est organisé par l'une d'entre elles. Il se déroule sous une formule de mini-championnat à rencontre simple. Les matchs sont étalés sur un week-end (du vendredi au dimanche). Seul le vainqueur de chaque groupe se qualifie pour le tour suivant.
Une victoire dans le temps règlementaire vaut 3 points, une victoire après une prolongation (mort subite) ou une séance de tirs au but 2 points, une défaite après une prolongation ou une séance de tirs au but 1 point, une défaite dans le temps règlementaire 0 point.

## Premier tour

### Groupe A
Le Groupe A se déroule du 19 septembre 2008 au 21 septembre 2008 au Ledena dvorana SPENS à Novi Sad, Serbie. Il oppose le HK Novi Sad (Serbie), le HC Slavia Sofia (Bulgarie), le KHL Mladost Zagreb (Croatie) et les Bulls de Dundalk (Irlande).
Le HK Novi Sad termine premier et se qualifie pour le deuxième tour.
| # | Équipe             | PJ | V | VP | DP | D | BP | BC | Diff | Pts |
| - | ------------------ | -- | - | -- | -- | - | -- | -- | ---- | --- |
| 1 | HK Novi Sad        | 3  | 2 | 0  | 1  | 0 | 12 | 8  | +4   | 7   |
| 2 | KHL Mladost Zagreb | 3  | 2 | 0  | 0  | 1 | 25 | 10 | +15  | 6   |
| 3 | Bulls de Dundalk   | 3  | 1 | 0  | 0  | 2 | 12 | 21 | -9   | 3   |
| 4 | HC Slavia Sofia    | 3  | 0 | 1  | 0  | 2 | 11 | 21 | -10  | 2   |

- Meilleur pointeur : Denis Kadić (, KHL Mladost Zagreb) : 10 points (3 buts, 7 assistances)

| 19 septembre 2008 | KHL Mladost Zagreb | 13-4 (3-1 ; 7-3 ; 3-0) | Dundalk Bulls | Ledena dvorana SPENS 60 spectateurs |

| Feuille de match                                                         | Feuille de match | Feuille de match                                                        | Feuille de match | Feuille de match                                 |
| ------------------------------------------------------------------------ | --- | ----------------------------------------------------------------------- | --- | ------------------------------------------------ |
|                                                                          | M. Novak (; D. Kadić) SN I. Jačmenjak () SN D. Kadić ( ; M. Novak) M. Smerdelj ( ; T. Čunko) IN J. Kučera ( ; M. Novak) IN D. Javokac ( ; M. Smerdelj) T. Čunko ( ; D. Kadić, I. Šprljan) M. Novak ( ; D. Kadić) SN N. Trstenjak ( ; I. Jačmenjak, J. Kučera) SN2 D. Božić ( ; N. Trstenjak) SN I. Jačmenjak ( ; D. Kadić, J. Kučera) SN A. Voucko ( ; L. Novak, J. Ivšac) J. Kučera ( ; D. Kadić, I. Jačmenjak) | 1-0 2-0 2-1 3-1 3-2 4-2 5-2 6-2 6-3 7-3 7-4 8-4 9-4 10-4 11-4 12-4 13-4 | E. Hogberg ( ; M. Lubdda, T. Blanchard) SN V. Lukosevicius ( ; S. Wachowski) SN E. Hogberg ( ; T. Blanchard, V. Lukosevicius) SN2 E. Hogberg ( ; T. Blanchard) IN | Arbitrage : M. Stricker MM. Perduv et T. Fazekas |
| V. Belić (40 min, 17 arrêts, 4 BC), T. Filipec (20 min, 10 arrets, 0 BC) | Gardiens | H. Smith (40 min, 18 arrêts, 10 BC), A. Pepper (20 min, 5 arrets, 3 BC) | | Arbitrage : M. Stricker MM. Perduv et T. Fazekas |
| 40 min                                                                   | Pénalités | 36 min                                                                  | | Arbitrage : M. Stricker MM. Perduv et T. Fazekas |
|                                                                          | |                                                                         | | Arbitrage : M. Stricker MM. Perduv et T. Fazekas |

| 19 septembre 2008 | HK Novi Sad | 4-5 tab (2-2 ; 2-1 ; 0-1 ; 0-0 ; 0-1) | HC Slavia Sofia | Ledena dvorana SPENS 400 spectateurs |

| Feuille de match             | Feuille de match | Feuille de match                    | Feuille de match | Feuille de match                            |
| ---------------------------- | --- | ----------------------------------- | --- | ------------------------------------------- |
|                              | P. Popravko ( ; K. Zettler, P. Milosavljvic) P. Popravko () B.Mamic ( ; L. Vadrna) P. Milosavljvic ( ; K. Zettler, G.Ristic) | 1-0 1-1 1-2 2-2 3-2 3-3 4-3 4-4 4-5 | R. Stefanov ( ; I. Slavov) SN S. Muhachov ( ; R. Mourguinov) S. Muhachov ( ; M. Bojadjiev) P. Hadzhitonev ( ; S. Muhachov) R. Stefanov () | Arbitrage : M. Falkner MM. Djuric et Ivanov |
| M. Lukovic (23 arrêts, 4 BC) | Gardiens | K. Mihaylov (39 arrêts, 4 BC)       | | Arbitrage : M. Falkner MM. Djuric et Ivanov |
| 20 min                       | Pénalités | 10 min                              | | Arbitrage : M. Falkner MM. Djuric et Ivanov |
|                              | |                                     | | Arbitrage : M. Falkner MM. Djuric et Ivanov |

| 20 septembre 2008 | HC Slavia Sofia | 2-11 (0-3 ; 0-2 ; 2-6) | KHL Mladost Zagreb | Ledena dvorana SPENS 20 spectateurs |

| Feuille de match               | Feuille de match                                        | Feuille de match                                       | Feuille de match | Feuille de match                                |
| ------------------------------ | ------------------------------------------------------- | ------------------------------------------------------ | --- | ----------------------------------------------- |
|                                | G. Mladenov ( ; R. Asenov) SN R. Asenov ( ; B. Blagoev) | 0-1 0-2 0-3 0-4 0-5 0-6 0-7 0-8 0-9 1-9 1-10 2-10 2-11 | M. Novak ( ; D. Kadić) I. Jačmenjak () J. Kučera ( ; I. Jačmenjak, M. Tadic) SN I. Jačmenjak ( ; T. Grozaj) SN I. Jačmenjak ( ; T. Grozaj) D. Kadić () M. Novak ( ; D. Kadić) M. Novak () A. Voucko ( ; M. Tadic) IN H. Božić ( ; J. Ivšac, D. Božić) D. Kadić ( ; M. Buric) | Arbitrage : M. Dj. Fazekas MM. Djuric et Ivanov |
| K. Mihaylov (49 arrêts, 11 BC) | Gardiens                                                | V. Belić (30 arrêts, 2 BC)                             | | Arbitrage : M. Dj. Fazekas MM. Djuric et Ivanov |
| 24 min                         | Pénalités                                               | 8 min                                                  | | Arbitrage : M. Dj. Fazekas MM. Djuric et Ivanov |
|                                |                                                         |                                                        | | Arbitrage : M. Dj. Fazekas MM. Djuric et Ivanov |

| 20 septembre 2008 | Dundalk Bulls | 2-4 (1-0 ; 0-1 ; 1-3) | HK Novi Sad | Ledena dvorana SPENS 100 spectateurs |

| Feuille de match           | Feuille de match                                                         | Feuille de match             | Feuille de match                                                                                    | Feuille de match                                |
| -------------------------- | ------------------------------------------------------------------------ | ---------------------------- | --------------------------------------------------------------------------------------------------- | ----------------------------------------------- |
|                            | M. Lubdda ( ; E. Hogberg, T. Blanchard) SN2 E. Hogberg ( ; T. Blanchard) | 1-0 1-1 1-2 2-2 2-3 2-4      | B.Mamic ( ; B. Cukovic) J. Klokner ( ; P. Popravko, K. Zettler) K. Zettler () P. Milosavljvic () IN | Arbitrage : M. Falkner MM. Perduv et T. Fazekas |
| H. Smith (44 arrêts, 4 BC) | Gardiens                                                                 | M. Lukovic (22 arrêts, 2 BC) | | Arbitrage : M. Falkner MM. Perduv et T. Fazekas |
| 12 min                     | Pénalités                                                                | 10 min                       | | Arbitrage : M. Falkner MM. Perduv et T. Fazekas |
|                            |                                                                          |                              | | Arbitrage : M. Falkner MM. Perduv et T. Fazekas |

| 21 septembre 2008 | Dundalk Bulls | 6-4 (2-0 ; 2-3 ; 2-1) | HC Slavia Sofia | Ledena dvorana SPENS 20 spectateurs |

| Feuille de match           | Feuille de match | Feuille de match                        | Feuille de match                                                                                                 | Feuille de match                                    |
| -------------------------- | --- | --------------------------------------- | --- | --------------------------------------------------- |
|                            | V. Lukosevicius ( ; M. Lubdda) E. Hogberg ( ; T. Tabb) SN T. Blanchard ( ; M. Lubdda) V. Lukosevicius () S. Wachowski ( ; S. Kope) V. Lukosevicius () SN | 1-0 2-0 2-1 3-1 4-1 4-2 4-3 5-3 6-3 6-4 | S. Muhachov () SN I. Slavov ( ; B. Blagoev, S. Muhachov) P. Hadzhitonev () SN2 S. Muhachov ( ; R. Mourguinov) IN | Arbitrage : M. Dj. Fazekas MM. Perduv et T. Fazekas |
| H. Smith (17 arrêts, 4 BC) | Gardiens | K. Mihaylov (40 arrêts, 6 BC)           | | Arbitrage : M. Dj. Fazekas MM. Perduv et T. Fazekas |
| 34 min                     | Pénalités | 63 min                                  | | Arbitrage : M. Dj. Fazekas MM. Perduv et T. Fazekas |
|                            | |                                         | | Arbitrage : M. Dj. Fazekas MM. Perduv et T. Fazekas |

| 21 septembre 2008 | HK Novi Sad | 4-1 (1-0 ; 3-0 ; 0-1) | KHL Mladost Zagreb | Ledena dvorana SPENS 400 spectateurs |

| Feuille de match             | Feuille de match | Feuille de match           | Feuille de match        | Feuille de match                             |
| ---------------------------- | --- | -------------------------- | ----------------------- | -------------------------------------------- |
|                              | K. Zettler ( ; P. Popravko) P. Popravko ( ; K. Zettler, N. Vucurevic) P. Milosavljvic ( ; P. Popravko, B.Mamic) P. Popravko ( ; M. Damjanovic, K. Zettler) | 1-0 2-0 3-0 4-0 4-1        | J. Kučera ( ; V. Belić) | Arbitrage : M. Stricker MM. Djuric et Ivanov |
| M. Lukovic (52 arrêts, 1 BC) | Gardiens | V. Belić (36 arrêts, 4 BC) |                         | Arbitrage : M. Stricker MM. Djuric et Ivanov |
| 14 min                       | Pénalités | 16 min                     |                         | Arbitrage : M. Stricker MM. Djuric et Ivanov |
|                              | |                            |                         | Arbitrage : M. Stricker MM. Djuric et Ivanov |

## Deuxième tour

### Groupe B
Le Groupe B se déroule du 17 octobre 2008 au 19 octobre 2008 au Ledo Rumai à Elektrenai, Lituanie. Il oppose le SC Energija (Lituanie), le KS Cracovia Kraków (Pologne), les Tilburg Trappers (Pays-Bas) et le HK Sokol Kiev (Ukraine).
Le HK Sokol Kiev termine premier et se qualifie pour le troisième tour.
| # | Équipe             | PJ | V | VP | DP | D | BP | BC | Diff | Pts |
| - | ------------------ | -- | - | -- | -- | - | -- | -- | ---- | --- |
| 1 | HK Sokol Kiev      | 3  | 3 | 0  | 0  | 0 | 19 | 8  | +11  | 9   |
| 2 | KS Cracovia Kraków | 3  | 2 | 0  | 0  | 1 | 11 | 10 | +1   | 6   |
| 3 | SC Energija        | 3  | 1 | 0  | 0  | 2 | 9  | 14 | -5   | 3   |
| 4 | Tilburg Trappers   | 3  | 0 | 0  | 0  | 3 | 9  | 16 | -7   | 0   |

- Meilleur pointeur : Dmitro Tsyrul (HK Sokol Kiev), 7 pts (7 assistances)

| 17 octobre 2008 | HK Sokol Kiev | 6-3 (2-1; 3-2; 1-0) | Tilburg Trappers | Ledo Rumai 720 spectateurs |

| Feuille de match           | Feuille de match | Feuille de match                    | Feuille de match                                                | Feuille de match                                   |
| -------------------------- | --- | ----------------------------------- | --------------------------------------------------------------- | -------------------------------------------------- |
|                            | Pastukh (; Tolkunov, Pobiedonostsev) SN2 Lakhmatov (; Liutkevich) SN Yakovenko (; Iakushin) IN Pastukh (; Tsyrul, Tolkunov) Tolkunov ( ; Tsyrul, Shafarenko) Pastukh (; Tsyrul) | 1-0 2-0 2-1 3-1 4-1 5-1 5-2 5-3 6-3 | Nichols (; Bat, Teunissen,) SN Matt (; Taggart) SN2 Lance () SN | Arbitrage : M. Gusev MM. Rudzinskas et Janusauskas |
| Karpenko (25 arrêts, 3 BC) | Gardiens | Thompson (33 arrêts, 6 BC)          |                                                                 | Arbitrage : M. Gusev MM. Rudzinskas et Janusauskas |
| 53 min                     | Pénalités | 71 min                              |                                                                 | Arbitrage : M. Gusev MM. Rudzinskas et Janusauskas |
|                            | |                                     |                                                                 | Arbitrage : M. Gusev MM. Rudzinskas et Janusauskas |

| 17 octobre 2008 | KS Cracovia Kraków | 3-2 (1-1; 1-1; 1-0) | SC Energija | Ledo Rumai 980 spectateurs |

| Feuille de match               | Feuille de match                                            | Feuille de match               | Feuille de match                                            | Feuille de match                                  |
| ------------------------------ | ----------------------------------------------------------- | ------------------------------ | ----------------------------------------------------------- | ------------------------------------------------- |
|                                | Badlo (; Klys) Piotrowski (; Laszkiwicz) Skinnari (; Badlo) | 0-1 1-1 1-2 2-2 3-2            | Kumeiauskas (; Kieras, Kulevicius) Aliukonis (; Kuleiesius) | Arbitrage : M. Trilar MM. Kuneikis et Minkevicius |
| Radziszewski (12 arrêts, 2 BC) | Gardiens                                                    | Dauksevicius (30 arrêts, 3 BC) |                                                             | Arbitrage : M. Trilar MM. Kuneikis et Minkevicius |
| 26 min                         | Pénalités                                                   | 12 min                         |                                                             | Arbitrage : M. Trilar MM. Kuneikis et Minkevicius |
|                                |                                                             |                                |                                                             | Arbitrage : M. Trilar MM. Kuneikis et Minkevicius |

| 18 octobre 2008 | Tilburg Trappers | 1-4 (0-1; 1-1; 0-2) | KS Cracovia Kraków | Ledo Rumai 980 spectateurs |

| Feuille de match           | Feuille de match                | Feuille de match               | Feuille de match | Feuille de match                               |
| -------------------------- | ------------------------------- | ------------------------------ | --- | ---------------------------------------------- |
|                            | Bjorn (; Nazarov, Teunissen) SN | 0-1 0-2 1-2 1-3 1-4            | Kowalowka (; Badlo) SN Kowalowka (; Drezewiecki) Drezewiecki (; Skinnari, Badlo) SN Kowalowka (; Drezewiecki, Skinnari) | Arbitrage : M. Sir MM. Kuneikis et Minkevicius |
| Thompson (26 arrêts, 4 BC) | Gardiens                        | Radziszewski (22 arrêts, 1 BC) | | Arbitrage : M. Sir MM. Kuneikis et Minkevicius |
| 10 min                     | Pénalités                       | 10 min                         | | Arbitrage : M. Sir MM. Kuneikis et Minkevicius |
|                            |                                 |                                | | Arbitrage : M. Sir MM. Kuneikis et Minkevicius |

| 18 octobre 2008 | SC Energija | 1-6 (1-1; 0-2; 0-3) | HK Sokol Kiev | Ledo Rumai 1 752 spectateurs |

| Feuille de match            | Feuille de match        | Feuille de match              | Feuille de match | Feuille de match                                    |
| --------------------------- | ----------------------- | ----------------------------- | --- | --------------------------------------------------- |
|                             | Kumeliauskas (; Slikas) | 0-1 1-1 1-2 1-3 1-4 1-5 1-6   | Averkin (; Lytvynenko, Gunko) IN Matviichuk (; Lytvynenko) SN Shafarenko (; Tsyrul) Matviichuk (; Dyachenko, Iakushyn) SN Pastukh (; Pobedonostsev, Tsyrul) SN2 Pastukh (; Tolkunov, Pobedonostsev) SN2 | Arbitrage : M. Trilar MM. Rudzinskas et Janusauskas |
| Kuzmicius (36 arrêts, 6 BC) | Gardiens                | Seliverstov (20 arrêts, 1 BC) | | Arbitrage : M. Trilar MM. Rudzinskas et Janusauskas |
| 22 min                      | Pénalités               | 10 min                        | | Arbitrage : M. Trilar MM. Rudzinskas et Janusauskas |
|                             |                         |                               | | Arbitrage : M. Trilar MM. Rudzinskas et Janusauskas |

| 19 octobre 2008 | HK Sokol Kiev | 7-4 (2-0; 5-3; 0-1) | KS Cracovia Kraków | Ledo Rumai 670 spectateurs |

| Feuille de match          | Feuille de match | Feuille de match                            | Feuille de match                                                                | Feuille de match                                   |
| ------------------------- | --- | ------------------------------------------- | ------------------------------------------------------------------------------- | -------------------------------------------------- |
|                           | Dyachenko (; Liutkevych) Dyachenko (; Malov, Sriubko) SN Malov (; Liutkevych) SN Matviichuk (; Lytvyneko) Tolkunov (; Pastukh, Tsyrul) Lakhmatov (; Yakovenko, Malov) Tolkunov (; Shafarenko, Tsyrul) | 1-0 2-0 3-0 4-0 5-0 5-1 6-1 6-2 6-3 7-3 7-4 | Cieslicki (; Drezewiecki) Dudas (; Skinnari) Radwanski (; Drezewiecki) Badlo () | Arbitrage : M. Gusev MM. Rudzinskas et Janusauskas |
| Karpenko (9 arrêts, 4 BC) | Gardiens | Radziszewski (-), Raczka (-)                |                                                                                 | Arbitrage : M. Gusev MM. Rudzinskas et Janusauskas |
| 20 min                    | Pénalités | 24 min                                      |                                                                                 | Arbitrage : M. Gusev MM. Rudzinskas et Janusauskas |
|                           | |                                             |                                                                                 | Arbitrage : M. Gusev MM. Rudzinskas et Janusauskas |

| 19 octobre 2008 | SC Energija | 6-5 (2-1; 2-3; 2-1) | Tilburg Trappers | Ledo Rumai 1 971 spectateurs |

| Feuille de match               | Feuille de match | Feuille de match                            | Feuille de match | Feuille de match                               |
| ------------------------------ | --- | ------------------------------------------- | --- | ---------------------------------------------- |
|                                | Kuliesius (; Aliukonis, Slikas) SN Bosas (; Kumeliauskas) Kulevicius () SN2 Kumeliauskas (; Ivanuskin, Bosas) Kumeliauskas () SN Kumeliauskas (; Bosas, Ivanuskin) SN | 1-0 1-1 2-1 2-2 2-3 3-3 3-4 4-4 5-4 6-4 6-5 | Monych (; Willemse) Teunissen (; Bat, Suoraniemi) Bat (, Suoraniemi, Teunissen) SN Willemse (; Nichols) Teunissen (; Nichols) | Arbitrage : M. Sir MM. Minkevicius et Kuneikis |
| Dauksevicius (26 arrêts, 5 BC) | Gardiens | Thompson (34 arrêts, 6 BC)                  | | Arbitrage : M. Sir MM. Minkevicius et Kuneikis |
| 20 min                         | Pénalités | 54 min                                      | | Arbitrage : M. Sir MM. Minkevicius et Kuneikis |
|                                | |                                             | | Arbitrage : M. Sir MM. Minkevicius et Kuneikis |

### Groupe C
Le Groupe C se déroule du 17 octobre 2008 au 19 octobre 2008 au Vakar Lajos à Miercurea-Ciuc, Roumanie. Il oppose le SC Miercurea-Ciuc (Roumanie), le Dunaújvárosi Acél Bikák (Hongrie), le CG Puigcerdà (Espagne) et le HK Novi Sad (Serbie, vainqueur du Groupe A).
Le Dunaújvárosi Acél Bikák termine premier et se qualifie pour le troisième tour.
| # | Équipe            | PJ | V | VP | DP | D | BP | BC | Diff | Pts |
| - | ----------------- | -- | - | -- | -- | - | -- | -- | ---- | --- |
| 1 | Dunaújvárosi AB   | 3  | 3 | 0  | 0  | 0 | 20 | 6  | +14  | 9   |
| 2 | SC Miercurea-Ciuc | 3  | 2 | 0  | 0  | 1 | 21 | 6  | +15  | 6   |
| 3 | CG Puigcerdà      | 3  | 1 | 0  | 0  | 2 | 8  | 25 | -17  | 3   |
| 4 | HK Novi Sad       | 3  | 0 | 0  | 0  | 3 | 10 | 22 | -12  | 0   |

- Meilleur pointeur : Johan Ramstedt (SC Miercurea-Ciuc), 5 pts (2 buts, 3 assistances)

| 17 octobre 2008 | Dunaújvárosi Acél Bikák | 8-4 (4-0; 3-2; 1-2) | HK Novi Sad | Vakar Lajos 50 spectateurs |

| Feuille de match         | Feuille de match | Feuille de match                                | Feuille de match                                                                      | Feuille de match                               |
| ------------------------ | --- | ----------------------------------------------- | ------------------------------------------------------------------------------------- | ---------------------------------------------- |
|                          | Azari (; Kiss) Szilassy (, Papp) Azari (, Galanisz) Hegyi (; Misal) SN Peterdi (; Schneider, Misal) SN Galanisz (; Kiss, Azari) SN Azari (; Kiss) SN Papp (; Hegyi, Mestyan) | 1-0 2-0 3-0 4-0 5-0 5-1 5-2 6-2 7-2 8-2 8-3 8-4 | Blinov () Lukas (; Klokner) SN Popravko (; Blinov, Ristic) SN Mamic (; Milosavljevic) | Arbitrage : M. Drongovsky MM. Vilmos et Istvan |
| Hippik (34 arrêts, 4 BC) | Gardiens | Lukovic (25 arrêts, 8 BC)                       |                                                                                       | Arbitrage : M. Drongovsky MM. Vilmos et Istvan |
| 24 min                   | Pénalités | 20 min                                          |                                                                                       | Arbitrage : M. Drongovsky MM. Vilmos et Istvan |
|                          | |                                                 |                                                                                       | Arbitrage : M. Drongovsky MM. Vilmos et Istvan |

| 17 octobre 2008 | CG Puigcerdà | 1-12 (0-5; 0-4; 1-3) | SC Miercurea-Ciuc | Vakar Lajos 300 spectateurs |

| Feuille de match         | Feuille de match               | Feuille de match                                        | Feuille de match | Feuille de match                                |
| ------------------------ | ------------------------------ | ------------------------------------------------------- | --- | ----------------------------------------------- |
|                          | Rasmussen (; Ortega, Cmunt) SN | 0-1 0-2 0-3 0-4 0-5 0-6 0-7 0-8 0-9 0-10 11-0 12-0 1-12 | Elekes (; Wallenberg, Ramstedt) Filip (; Papp, Zsok) Wallenberg (; Elekes, Ramstedt) SN Hozo (; Poznik, S. Szocs) Ramstedt (; Kosa, Peter) S. Szocs (; Antal, Papp) Ramstedt (; Moldovan, S. Szocs) Filip (; Peter, Zsok) Zerkula (; Ordzovensky, Poznik) SN E. Szocs (; Filip, Zsok) E. Szocs (; S. Szocs, Moldovan) SN2 E. Szocs (; Ramstedt) | Arbitrage : M. Bekkers MM. Iliescu et Trandafir |
| Misut (46 arrêts, 12 BC) | Gardiens                       | Kozuch (-; 3 arrêts, 0 BC), Antal (-, 11 arrêts, 1 BC)  | | Arbitrage : M. Bekkers MM. Iliescu et Trandafir |
| 20 min                   | Pénalités                      | 12 min                                                  | | Arbitrage : M. Bekkers MM. Iliescu et Trandafir |
|                          |                                |                                                         | | Arbitrage : M. Bekkers MM. Iliescu et Trandafir |

| 18 octobre 2008 | Dunaújvárosi Acél Bikák | 8-1 (3-0; 3-1; 2-0) | CG Puigcerdà | Vakar Lajos 50 spectateurs |

| Feuille de match         | Feuille de match | Feuille de match                                      | Feuille de match       | Feuille de match                                 |
| ------------------------ | --- | ----------------------------------------------------- | ---------------------- | ------------------------------------------------ |
|                          | Misal (; Hollo, Peterdi) Galanisz (; Azari) SN Szilassy (; Misal) Galanisz (; Pozsgai) Mestyan (; Schneider) IN Peterdi (; Misal) SN Mestyan (; Galanisz) SN Kiss (; Virag) | 1-0 2-0 3-0 4-0 4-1 5-1 6-1 7-1 8-1                   | Tatar (; Rasmussen) SN | Arbitrage : M. Scanacarpa MM. Iliescu, Trandafir |
| Hippik (24 arrëts, 1 BC) | Gardiens | Misut (-, 27 arrêts, 6 BC), Cerda (-, 6 arrêts, 2 BC) |                        | Arbitrage : M. Scanacarpa MM. Iliescu, Trandafir |
| 16 min                   | Pénalités | 20 min                                                |                        | Arbitrage : M. Scanacarpa MM. Iliescu, Trandafir |
|                          | |                                                       |                        | Arbitrage : M. Scanacarpa MM. Iliescu, Trandafir |

| 18 octobre 2008 | SC Miercurea-Ciuc | 8-1 (5-0; 0-1; 3-0) | HK Novi Sad | Vakar Lajos 400 spectateurs |

| Feuille de match                                       | Feuille de match | Feuille de match                    | Feuille de match                     | Feuille de match                              |
| ------------------------------------------------------ | --- | ----------------------------------- | ------------------------------------ | --------------------------------------------- |
|                                                        | Ordzovensky (; Sandor, Sprencz) SN Peter (; Zsok) SN Sprencz (; Sandor, Hozo) SN Zsok (; Papp) Wallenberg (; Ramstedt, Sprencz) SN Peter () IN Moldovan (; Szocs) Biro (; Elekes) | 1-0 2-0 3-0 4-0 5-0 5-1 6-1 7-1 8-1 | Blinov (; Milosavljevic, Zettler) SN | Arbitrage : M. Drongovsky MM. Vilmos et Mathe |
| Kozuch (-, 17 arrêts, 1 BC), Antal (-, 6 arrêts, 0 BC) | Gardiens | Likovic (36 arrêts, 8 BC)           |                                      | Arbitrage : M. Drongovsky MM. Vilmos et Mathe |
| 20 min                                                 | Pénalités | 40 min                              |                                      | Arbitrage : M. Drongovsky MM. Vilmos et Mathe |
|                                                        | |                                     |                                      | Arbitrage : M. Drongovsky MM. Vilmos et Mathe |

| 19 octobre 2008 | HK Novi Sad | 5-6 (3-3; 2-2; 0-1) | CG Puigcerdà | Vakar Lajos 75 spectateurs |

| Feuille de match          | Feuille de match | Feuille de match                            | Feuille de match | Feuille de match                           |
| ------------------------- | --- | ------------------------------------------- | --- | ------------------------------------------ |
|                           | Blinov (; Ristic) IN Mamic (; Lukas) Zettler (; Ristic) IN Popravko (; Zettler, Szabados) Blinov (; Zettler, Ristic) | 0-1 1-1 1-2 2-2 3-2 3-3 4-3 4-4 5-4 5-5 5-6 | Ortega (; Hilario) IN Cmunt (; Barmola) SN Ortega (; Barmola, Cmunt) Cmunt (; Barmola, Ortega) SN Cmunt (; Barmola, Tatar) Barmola (; Ortega) | Arbitrage : M. Bekkers MM. Vilmos et Mathe |
| Lukovic (25 arrêts, 6 BC) | Gardiens | Misut (49 arrêts, 5 BC)                     | | Arbitrage : M. Bekkers MM. Vilmos et Mathe |
| 8 min                     | Pénalités | 14 min                                      | | Arbitrage : M. Bekkers MM. Vilmos et Mathe |
|                           | |                                             | | Arbitrage : M. Bekkers MM. Vilmos et Mathe |

| 19 octobre 2008 | SC Miercurea-Ciuc | 1-4 (0-0; 1-3; 0-1) | Dunaújvárosi Acél Bikák | Vakar Lajos 850 spectateurs |

| Feuille de match         | Feuille de match                   | Feuille de match         | Feuille de match                                                                  | Feuille de match                               |
| ------------------------ | ---------------------------------- | ------------------------ | --------------------------------------------------------------------------------- | ---------------------------------------------- |
|                          | Szocs (; Ordzovensky, Ramstedt) SN | 0-1 0-2 0-3 1-3 1-4      | Peterdi () Mestyan (; Jonkl, Pozsgai) Hegyi (; Szilassy) SN Szilassy (; Hegyi) SN | Arbitrage : M. Scanacapra MM. Iliescu et Mihai |
| Kozuch (20 arrêts, 4 BC) | Gardiens                           | Hippik (40 arrêts, 1 BC) |                                                                                   | Arbitrage : M. Scanacapra MM. Iliescu et Mihai |
| 10 min                   | Pénalités                          | 16 min                   |                                                                                   | Arbitrage : M. Scanacapra MM. Iliescu et Mihai |
|                          |                                    |                          |                                                                                   | Arbitrage : M. Scanacapra MM. Iliescu et Mihai |

## Troisième tour

### Groupe D
Le Groupe D se déroule du 21 novembre 2008 au 23 novembre 2008 au Ledus halle à Liepaja, Lettonie. Il oppose le HK Liepājas Metalurgs (Lettonie), le Keramin Minsk (Biélorussie), le Gorniak Roudny (Kazakhstan) et le HK Sokol Kiev (Ukraine, vainqueur du Groupe B).
Le Keramin Minsk termine premier et se qualifie pour la Super Finale.
| # | Équipe                | PJ | V | VP | DP | D | BP | BC | Diff | Pts |
| - | --------------------- | -- | - | -- | -- | - | -- | -- | ---- | --- |
| 1 | Keramin Minsk         | 3  | 2 | 0  | 0  | 1 | 11 | 6  | +5   | 6   |
| 2 | HK Sokol Kiev         | 3  | 2 | 0  | 0  | 1 | 12 | 7  | +5   | 6   |
| 3 | HK Liepājas Metalurgs | 3  | 2 | 0  | 0  | 1 | 10 | 8  | +2   | 6   |
| 4 | Gorniak Roudny        | 3  | 0 | 0  | 0  | 3 | 4  | 16 | -12  | 0   |

Le Keramin (7-6) se qualifie à la différence de buts particulière aux dépens du Sokol (5-5) et du Metalurgs (5-6).
| 21 novembre 2008 | HK Sokol Kiev | 4-2 (2-0; 2-2; 0-0) | Keramin Minsk | Ledus halle 150 spectateurs |

| Feuille de match           | Feuille de match | Feuille de match         | Feuille de match                                                   | Feuille de match                                            |
| -------------------------- | --- | ------------------------ | ------------------------------------------------------------------ | ----------------------------------------------------------- |
|                            | Shafarenko (; Pastukh, Sriubko) Litvinenko (; Averkin, Tsyrul) Averkin (; Litvinenko, Gunko) SN Malov (; Shafarenko, Pobiedonostsev) SN | 1-0 2-0 2-1 2-2 3-2 4-2  | Hafizov (; Permyakov, Suurso) SN Andryushenko (; Drozd, Plotnikov) | Arbitrage : MM. Rantala et Luethcke MM. Iancenoks et Adolfs |
| Karpenko (26 arrêts, 2 BC) | Gardiens | Kostur (31 arrêts, 4 BC) |                                                                    | Arbitrage : MM. Rantala et Luethcke MM. Iancenoks et Adolfs |
| 14 min                     | Pénalités | 14 min                   |                                                                    | Arbitrage : MM. Rantala et Luethcke MM. Iancenoks et Adolfs |
|                            | |                          |                                                                    | Arbitrage : MM. Rantala et Luethcke MM. Iancenoks et Adolfs |

| 21 novembre 2008 | HK Liepājas Metalurgs | 5-2 (2-1; 2-0; 1-1) | Gorniak Roudny | Ledus halle 680 spectateurs |

| Feuille de match               | Feuille de match | Feuille de match            | Feuille de match                                          | Feuille de match                                       |
| ------------------------------ | --- | --------------------------- | --------------------------------------------------------- | ------------------------------------------------------ |
|                                | Brahmanis (; Gorskovs, Mihailovs) Gravitis (; Feldmanis, Pliskauskas) Pliskauskas (; Ivanovs) Gravitis (; Pliskauskas) Skvorcovs (; Danilov, Smirnov) | 1-0 1-1 2-1 3-1 4-1 5-1 5-2 | Kassikhin (; Zavyalov, Shurupov) SN2 Nikonov (; Lyapunov) | Arbitrage : MM. Frano et Konc MM. Borskis et Kurjasovs |
| Zhabotinskis (20 arrêts, 2 BC) | Gardiens | Gerov (38 arrêts, 5 BC)     |                                                           | Arbitrage : MM. Frano et Konc MM. Borskis et Kurjasovs |
| 35 min                         | Pénalités | 12 min                      |                                                           | Arbitrage : MM. Frano et Konc MM. Borskis et Kurjasovs |
|                                | |                             |                                                           | Arbitrage : MM. Frano et Konc MM. Borskis et Kurjasovs |

| 22 novembre 2008 | Keramin Minsk | 4-0 (1-0; 2-0; 1-0) | Gorniak Roudny | Ledus halle 120 spectateurs |

| Feuille de match           | Feuille de match | Feuille de match        | Feuille de match | Feuille de match                                      |
| -------------------------- | --- | ----------------------- | ---------------- | ----------------------------------------------------- |
|                            | Blagoy (; Tereshko, Kovirshin) Igoshin (; Permiakov, Hafizov) Glebov (; Kovirshin, Blagoy) SN Glebov (; Voroshilov, Igoshin) | 1-0 2-0 3-0 4-0         |                  | Arbitrage : MM. Frano et Luthce MM. Borskis et Adolfs |
| Karpikov (12 arrêts, 0 BC) | Gardiens | Gerov (54 arrêts, 4 BC) |                  | Arbitrage : MM. Frano et Luthce MM. Borskis et Adolfs |
| 8 min                      | Pénalités | 16 min                  |                  | Arbitrage : MM. Frano et Luthce MM. Borskis et Adolfs |
|                            | |                         |                  | Arbitrage : MM. Frano et Luthce MM. Borskis et Adolfs |

| 22 novembre 2008 | HK Sokol Kiev | 1-3 (0-0; 0-2; 1-1) | HK Liepājas Metalurgs | Ledus halle 890 spectateurs |

| Feuille de match           | Feuille de match                        | Feuille de match              | Feuille de match                                                                             | Feuille de match                                              |
| -------------------------- | --------------------------------------- | ----------------------------- | -------------------------------------------------------------------------------------------- | ------------------------------------------------------------- |
|                            | Matviichuk (; Liutkevysh, Navarenko) SN | 0-1 0-2 0-3 1-3               | Gravitis (; Mamonov, Pliskauskas) SN Mamonov (; Feldmanis) SN Brahmanis (; Gorshov, Abolins) | Arbitrage : MM. Rantala et Konc MM. Danchenoks et Kudryashovs |
| Karpenko (17 arrêts, 3 BC) | Gardiens                                | Zabotinskis (26 arrêts, 1 BC) |                                                                                              | Arbitrage : MM. Rantala et Konc MM. Danchenoks et Kudryashovs |
| 22 min                     | Pénalités                               | 16 min                        |                                                                                              | Arbitrage : MM. Rantala et Konc MM. Danchenoks et Kudryashovs |
|                            |                                         |                               |                                                                                              | Arbitrage : MM. Rantala et Konc MM. Danchenoks et Kudryashovs |

| 23 novembre 2008 | Gorniak Roudny | 2-7 (0-3; 1-1; 1-3) | HK Sokol Kiev | Ledus halle 70 spectateurs |

| Feuille de match                                | Feuille de match                           | Feuille de match                    | Feuille de match | Feuille de match                                          |
| ----------------------------------------------- | ------------------------------------------ | ----------------------------------- | --- | --------------------------------------------------------- |
|                                                 | Kassikhin (; Zavyalov) Lyapunov (; Azanov) | 0-1 0-2 0-3 1-3 1-4 1-5 1-6 1-7 2-7 | Averkin (; Lytvynenko, Gunko) SN Malov (; Pobedonoscev, Shafarenko) Matviichuik (; Pobedonoscev) Shafarenko (; Malov, Lakhmatov) Liutkevych (; Lytvynenko) SN Shafarenko (; Lahmatov) Matviichuk (; Lytvynenko) | Arbitrage : MM. Konc et Luthche MM. Kudryashovs et Adolfs |
| Markov (7 arrêts, 3 BC) Gerov (37 arrêts, 4 BC) | Gardiens                                   | Fedorov (37 arrêts, 2 BC)           | | Arbitrage : MM. Konc et Luthche MM. Kudryashovs et Adolfs |
| 12 min                                          | Pénalités                                  | 12 min                              | | Arbitrage : MM. Konc et Luthche MM. Kudryashovs et Adolfs |
|                                                 |                                            |                                     | | Arbitrage : MM. Konc et Luthche MM. Kudryashovs et Adolfs |

| 23 novembre 2008 | HK Liepājas Metalurgs | 2-5 (1-3; 0-1; 1-1) | Keramin Minsk | Ledus halle 965 spectateurs |

| Feuille de match              | Feuille de match                                         | Feuille de match            | Feuille de match | Feuille de match                                           |
| ----------------------------- | -------------------------------------------------------- | --------------------------- | --- | ---------------------------------------------------------- |
|                               | Smirnovs (; Jass) SN Smirnovs (; Mamanovs, Brahmanis) SN | 0-1 1-1 1-2 1-3 1-4 2-4 2-5 | Permyakov (; Igoshin, Khafizov) Khafizov (; Permyakov) SN2 Shulga (; Blagoy) IN Baukin (; Drozd) Khafizov (; Permyakov) | Arbitrage : MM. Rantala et Frano MM. Borskis et Danchenoks |
| Zabotinskis (30 arrêts, 5 BC) | Gardiens                                                 | Kostur (16 arrêts, 2 BC)    | | Arbitrage : MM. Rantala et Frano MM. Borskis et Danchenoks |
| 24 min                        | Pénalités                                                | 16 min                      | | Arbitrage : MM. Rantala et Frano MM. Borskis et Danchenoks |
|                               |                                                          |                             | | Arbitrage : MM. Rantala et Frano MM. Borskis et Danchenoks |

### Groupe E
Le Groupe E se déroule du 21 novembre 2008 au 23 novembre 2008 à la Palaonda à Bolzano, Italie. Il oppose le HC Bolzano (Italie), le Coventry Blaze (Grande-Bretagne), le HK Maribor (Slovénie) et le Dunaújvárosi AB (Hongrie, vainqueur du Groupe C).
Le HC Bolzano termine premier et se qualifie pour la Super Finale.
| # | Équipe          | PJ | V | VP | DP | D | BP | BC | Diff | Pts |
| - | --------------- | -- | - | -- | -- | - | -- | -- | ---- | --- |
| 1 | HC Bolzano      | 3  | 3 | 0  | 0  | 0 | 10 | 4  | +6   | 9   |
| 2 | Coventry Blaze  | 3  | 2 | 0  | 0  | 1 | 12 | +8 | 4    | 6   |
| 3 | HK Maribor      | 3  | 1 | 0  | 0  | 2 | 8  | 12 | -4   | 3   |
| 4 | Dunaújvárosi AB | 3  | 0 | 0  | 0  | 3 | 8  | 14 | -6   | 0   |

| 21 novembre 2008 | Coventry Blaze | 6-3 (3-1; 2-0; 1-2) | HK Maribor | Palaonda 500 spectateurs |

| Feuille de match         | Feuille de match | Feuille de match                    | Feuille de match                                                    | Feuille de match                                               |
| ------------------------ | --- | ----------------------------------- | ------------------------------------------------------------------- | -------------------------------------------------------------- |
|                          | Weaver (; Deschatelets) SN2 Weaver (; Calder) SN Kelman (; Stewart) Watkins (; Deschatelets) Deschatelets (; Lewis, Carlson) Russel (; Steward) IN | 1-0 2-0 3-0 3-1 4-1 5-1 5-2 6-2 6-3 | Kralj (; Emezsic) Kralj (; Stopaz) SN Kovacic (; Buznik, Fezlez) SN | Arbitrage : MM. Grecko et Grumsen MM. Pardatscher et Rebeschin |
| Perras (25 arrêts, 3 BC) | Gardiens | Vezlic (24 arrêts, 6 BC)            |                                                                     | Arbitrage : MM. Grecko et Grumsen MM. Pardatscher et Rebeschin |
| 16 min                   | Pénalités | 14 min                              |                                                                     | Arbitrage : MM. Grecko et Grumsen MM. Pardatscher et Rebeschin |
|                          | |                                     |                                                                     | Arbitrage : MM. Grecko et Grumsen MM. Pardatscher et Rebeschin |

| 21 novembre 2008 | Dunaújvárosi AB | 2-5 (1-2; 0-2; 1-1) | HC Bolzano | Palaonda 2 150 spectateurs |

| Feuille de match        | Feuille de match                              | Feuille de match            | Feuille de match | Feuille de match                                           |
| ----------------------- | --------------------------------------------- | --------------------------- | --- | ---------------------------------------------------------- |
|                         | Tökesi (; Galanisz) SN Galanisz (; Tökesi) SN | 1-0 1-1 1-2 1-3 1-4 1-5 2-5 | DiCasmirro (; Corupe, Borgatello) SN Walcher (; Durdins, Ansoldi) SN R. Ramoser (; Pittis, Ansoldi) SN Corupe (; Borgatello) Dorigatti (; Johansson, Corupe) | Arbitrage : MM. Hascher et Popovic MM. Stella et Tschirner |
| Racko (43 arrêts, 5 BC) | Gardiens                                      | Häkkinen (17 arrêts, 2 BC)  | | Arbitrage : MM. Hascher et Popovic MM. Stella et Tschirner |
| 18 min                  | Pénalités                                     | 28 min                      | | Arbitrage : MM. Hascher et Popovic MM. Stella et Tschirner |
|                         |                                               |                             | | Arbitrage : MM. Hascher et Popovic MM. Stella et Tschirner |

| 22 novembre 2008 | Dunaújvárosi AB | 4-6 (1-4; 1-1; 2-1) | Coventry Blaze | Palaonda 620 spectateurs |

| Feuille de match        | Feuille de match                                                                                    | Feuille de match                        | Feuille de match | Feuille de match                                                |
| ----------------------- | --------------------------------------------------------------------------------------------------- | --------------------------------------- | --- | --------------------------------------------------------------- |
|                         | Misal (; Peterdi) Galanisz (; Kiss, Azari) SN Galanisz (; Gegyi, Pozsgai) Papp (; Misal, Hegyi) SN2 | 0-1 0-2 0-3 1-3 1-4 2-4 2-5 3-5 3-6 4-6 | Lewis (; Deschatelets, Weaver) Carlson () Cowley (; Moore, Kelman) SN Leclair (; Lewis, Cowley) Lewis () Moore (; Jamieson, Deschatelets) | Arbitrage : MM. Grumsen et Hascher MM. Pardatscher et Tschirner |
| Racko (33 arrêts, 6 BC) | Gardiens                                                                                            | Perras (26 arrêts, 4 BC)                | | Arbitrage : MM. Grumsen et Hascher MM. Pardatscher et Tschirner |
| 14 min                  | Pénalités                                                                                           | 20 min                                  | | Arbitrage : MM. Grumsen et Hascher MM. Pardatscher et Tschirner |
|                         | |                                         | | Arbitrage : MM. Grumsen et Hascher MM. Pardatscher et Tschirner |

| 22 novembre 2008 | HC Bolzano | 4-2 (3-1, 1-1, 0-0) | HK Maribor | Palaonda 2 650 spectateurs |

| Feuille de match           | Feuille de match                                                       | Feuille de match                                     | Feuille de match                        | Feuille de match                                          |
| -------------------------- | ---------------------------------------------------------------------- | ---------------------------------------------------- | --------------------------------------- | --------------------------------------------------------- |
|                            | Corupe () Ansoldi (; Ramoser) Pittis () TF Pittis (; Egger, Corupe) SN | 1-0 2-0 2-1 3-1 4-1 4-2                              | Kralj (; Cesnjak) SN Buznik (; Kovacic) | Arbitrage : MM. Grecko et Popovic MM. Rebeschin et Stella |
| Häkkinen (23 arrêts, 2 BC) | Gardiens                                                               | Pus (-, 3 arrêts, 3 BC), Vezlic (-, 34 arrêts, 1 BC) |                                         | Arbitrage : MM. Grecko et Popovic MM. Rebeschin et Stella |
| 34 min                     | Pénalités                                                              | 42 min                                               |                                         | Arbitrage : MM. Grecko et Popovic MM. Rebeschin et Stella |
|                            |                                                                        |                                                      |                                         | Arbitrage : MM. Grecko et Popovic MM. Rebeschin et Stella |

| 23 novembre 2008 | HK Maribor | 3-2 (2-1, 1-1, 0-0) | Dunaújvárosi AB | Palaonda 370 spectateurs |

| Feuille de match         | Feuille de match                                                                            | Feuille de match        | Feuille de match                                                  | Feuille de match                                          |
| ------------------------ | ------------------------------------------------------------------------------------------- | ----------------------- | ----------------------------------------------------------------- | --------------------------------------------------------- |
|                          | Stopar (; Terenta, Emersic) SN Kovacic (; Burnik, Verlic) Ciglenecki (; Ferlez, Kovacic) SN | 0-1 1-1 2-1 2-2 3-2     | Peterdi (; Szilassy, Schneider) IN Peterdi (; Szilassy, Hegyi) SN | Arbitrage : MM. Grecko et Hescher MM .Rebeschin et Stella |
| Verlic (39 arrêts, 2 BC) | Gardiens                                                                                    | Racko (20 arrêts, 3 BC) |                                                                   | Arbitrage : MM. Grecko et Hescher MM .Rebeschin et Stella |
| 10 min                   | Pénalités                                                                                   | 12 min                  |                                                                   | Arbitrage : MM. Grecko et Hescher MM .Rebeschin et Stella |
|                          |                                                                                             |                         |                                                                   | Arbitrage : MM. Grecko et Hescher MM .Rebeschin et Stella |

| 23 novembre 2008 | HC Bolzano | 1-0 (1-0, 0-0, 0-0) | Coventry Blaze | Palaonda 3 150 spectateurs |

| Feuille de match           | Feuille de match                    | Feuille de match         | Feuille de match | Feuille de match                                                |
| -------------------------- | ----------------------------------- | ------------------------ | ---------------- | --------------------------------------------------------------- |
|                            | R. Ramoser (; Johansson, Corupe) SN | 1-0                      |                  | Arbitrage : MM. Grumsen et Popovic MM. Pardatscher et Tschirner |
| Häkkinen (30 arrêts, 0 BC) | Gardiens                            | Perras (34 arrêts, 1 BC) |                  | Arbitrage : MM. Grumsen et Popovic MM. Pardatscher et Tschirner |
| 30 min                     | Pénalités                           | 24 min                   |                  | Arbitrage : MM. Grumsen et Popovic MM. Pardatscher et Tschirner |
|                            |                                     |                          |                  | Arbitrage : MM. Grumsen et Popovic MM. Pardatscher et Tschirner |

## Super Finale
La Super Finale se déroule du 16 au 18 janvier 2009 à L'Île Lacroix à Rouen, France. Elle oppose le Rouen hockey élite 76 (France), le MHC Martin (Slovaquie), le Keramin Minsk (Biélorussie, vainqueur du Groupe D) et le HC Bolzano (Italie, vainqueur du Groupe E).
Avec 3 équipes à égalité de points, c'est au goal average entre ces 3 équipes que le titre se joue : Martin finit à +3, Rouen à -1, Bolzano à -2.
| # | Équipe                | PJ | V | VP | DP | D | BP | BC | Diff | Pts |
| - | --------------------- | -- | - | -- | -- | - | -- | -- | ---- | --- |
| 1 | MHC Martin            | 3  | 2 | 0  | 0  | 1 | 16 | 9  | +7   | 6   |
| 2 | Rouen hockey élite 76 | 3  | 2 | 0  | 0  | 1 | 12 | 11 | +1   | 6   |
| 3 | HC Bolzano            | 3  | 2 | 0  | 0  | 1 | 13 | 9  | +4   | 6   |
| 4 | Keramin Minsk         | 3  | 0 | 0  | 0  | 3 | 6  | 18 | -12  | 0   |

### Matchs
| 16 janvier 2009 | MHC Martin | 5-1 (0-1, 3-0, 2-0) | Keramin Minsk | Île Lacroix 965 spectateurs |

| Feuille de match  | Feuille de match                                         | Feuille de match | Feuille de match | Feuille de match                             |
| ----------------- | -------------------------------------------------------- | ---------------- | ---------------- | -------------------------------------------- |
|                   | P. Klepac - L. Havel - I. Dornic - M. Beran - M. Macho - |                  | - A. Glebov      | Arbitrage : Thomas Berneker Tuomo Sorakangas |
| Vlastimil Lakosil | Gardiens                                                 | Dmitri Karpikov  |                  | Arbitrage : Thomas Berneker Tuomo Sorakangas |
| 12 min            | Pénalités                                                | 16 min           |                  | Arbitrage : Thomas Berneker Tuomo Sorakangas |
|                   |                                                          |                  |                  | Arbitrage : Thomas Berneker Tuomo Sorakangas |

| 16 janvier 2009 | Rouen hockey élite 76 | 1-3 (0-2, 1-1, 0-0) | HC Bolzano | Île Lacroix 2 747 spectateurs |

| Feuille de match | Feuille de match | Feuille de match | Feuille de match                        | Feuille de match                          |
| ---------------- | ---------------- | ---------------- | --------------------------------------- | ----------------------------------------- |
|                  | J. Desrosiers -  |                  | - C. Walcher - A. Egger - C. Borgatello | Arbitrage : Aleksei Ravodin Viktor Trilar |
| Ramon Sopko      | Gardiens         | Pasi Häkkinen    |                                         | Arbitrage : Aleksei Ravodin Viktor Trilar |
| 14 min           | Pénalités        | 18 min           |                                         | Arbitrage : Aleksei Ravodin Viktor Trilar |
|                  |                  |                  |                                         | Arbitrage : Aleksei Ravodin Viktor Trilar |

| 17 janvier 2009 | HC Bolzano | 3-7 (1-2, 2-3, 0-2) | MHC Martin | Île Lacroix 965 spectateurs |

| Feuille de match | Feuille de match                      | Feuille de match  | Feuille de match                                                           | Feuille de match                            |
| ---------------- | ------------------------------------- | ----------------- | -------------------------------------------------------------------------- | ------------------------------------------- |
|                  | R. Jardine - K. Corupe - S. Durdins - |                   | M. Beran P. Klepac Lukas Havel - A. Drgon - P. Klepac - M. Beran - M. Čech | Arbitrage : Thomas Berneker Aleksei Ravodin |
| Pasi Häkkinen    | Gardiens                              | Vlastimil Lakosil |                                                                            | Arbitrage : Thomas Berneker Aleksei Ravodin |
| 40 min           | Pénalités                             | 8 min             |                                                                            | Arbitrage : Thomas Berneker Aleksei Ravodin |
|                  |                                       |                   |                                                                            | Arbitrage : Thomas Berneker Aleksei Ravodin |

| 17 janvier 2009 | Keramin Minsk | 4-6 (0-2, 4-0, 0-4) | Rouen hockey élite 76 | Île Lacroix 2 747 spectateurs |

| Feuille de match | Feuille de match                                    | Feuille de match | Feuille de match                                                                    | Feuille de match                             |
| ---------------- | --------------------------------------------------- | ---------------- | ----------------------------------------------------------------------------------- | -------------------------------------------- |
|                  | Y. Faikov - T. Suursoo - E. Kurilin - A. Zhydkikh - |                  | - J.-F. David - M.-A. Thinel - M.-A. Thinel - M. Peltola - M.-A. Thinel - E. Doucet | Arbitrage : Antonin Jerabek Tuomo Sorakangas |
| Dmitri Karpikov  | Gardiens                                            | Ramon Sopko      |                                                                                     | Arbitrage : Antonin Jerabek Tuomo Sorakangas |
| 42 min           | Pénalités                                           | 28 min           |                                                                                     | Arbitrage : Antonin Jerabek Tuomo Sorakangas |
|                  |                                                     |                  |                                                                                     | Arbitrage : Antonin Jerabek Tuomo Sorakangas |

| 18 janvier 2009 | Keramin Minsk | 1-7 (1-3, 0-4, 0-0) | HC Bolzano | Île Lacroix 2 280 spectateurs |

| Feuille de match | Feuille de match | Feuille de match                 | Feuille de match                                                                  | Feuille de match                           |
| ---------------- | ---------------- | -------------------------------- | --------------------------------------------------------------------------------- | ------------------------------------------ |
|                  | A. Zhydkikh -    |                                  | - J. Schaafsma - R. Ramoser - J. Olson - R. Jardine - E. Dorigatti - J. Schaafsma | Arbitrage : Tuomo Sorakangas Viktor Trilar |
| Matus Kostur     | Gardiens         | Pasi Hakkinen Andreas Bernard () |                                                                                   | Arbitrage : Tuomo Sorakangas Viktor Trilar |
| 12 min           | Pénalités        | 8 min                            |                                                                                   | Arbitrage : Tuomo Sorakangas Viktor Trilar |
|                  |                  |                                  |                                                                                   | Arbitrage : Tuomo Sorakangas Viktor Trilar |

| 18 janvier 2009 | Rouen hockey élite 76 | 5-4 (2-1, 1-2, 2-1) | MHC Martin | Île Lacroix 2 747 spectateurs |

| Feuille de match | Feuille de match                                                                  | Feuille de match  | Feuille de match                            | Feuille de match                                        |
| ---------------- | --------------------------------------------------------------------------------- | ----------------- | ------------------------------------------- | ------------------------------------------------------- |
|                  | J. Desrosiers - M.-A. Thinel - L. Tarantino - O. Bouchard-Roland - M.-A. Thinel - |                   | - L. Havel - L. Havel - D. Appel - L. Havel | Arbitrage : Antonin Jerabek (TCH) Aleksei Ravodin (RUS) |
| Ramon Sopko      | Gardiens                                                                          | Vlastimil Lakosil |                                             | Arbitrage : Antonin Jerabek (TCH) Aleksei Ravodin (RUS) |
| 22 min           | Pénalités                                                                         | 26 min            |                                             | Arbitrage : Antonin Jerabek (TCH) Aleksei Ravodin (RUS) |
|                  |                                                                                   |                   |                                             | Arbitrage : Antonin Jerabek (TCH) Aleksei Ravodin (RUS) |

### Vainqueurs
| Vainqueurs de la Coupe continentale MHC Martin | Gardiens : Michal Dzubina, Vlastimil Lakosil Défenseurs : Daniel Babka, Ivan Ďatelinka, Adam Drgoň, Peter Klepáč, Marek Kolba, Jiří Polák, Miroslav Vantroba Attaquants : David Appel, Michal Beran, Martin Čech, Ivan Dornič, Guntis Džeriņš, Lukáš Havel, Michal Macho, Kamil Mahdalík, Lukáš Říha, Miroslav Škumát, Andrej Themár, Jaroslav Török, Peter Trokan Entraîneur : Dušan Gregor |

### Trophées
- Meilleurs statistiques[14] :
  - Meilleur buteur : Lukas Havel (MHC Martin) 5 buts
  - Meilleur marqueur : Lukas Havel (MHC Martin) 7 points (5 buts, 2 ass.)
  - Meilleur assistant : David Appel (MHC Martin) 4 ass.
  - Meilleur défenseur : Jean-François David (Rouen Hockey Élite 76) 5 points (1 but, 4 ass.)
  - Meilleur gardien : Ramon Sopko (Rouen Hockey Élite 76) 89.52 %, 3.70 GAA
- Meilleurs joueurs nommés par l'IIHF[15] :
  - Meilleur gardien du tournoi : Vlastimil Lakosil (MHC Martin)
  - Meilleur défenseur du tournoi : Christian Borgatello (HC Bolzano)
  - Meilleur attaquant du tournoi : Marc-André Thinel (Rouen Hockey Élite 76)